# Suite PreCure
Suite PreCure♪ (スイートプリキュア♪, Suīto Purikyua♪) est une série d'animation japonaise d'Izumi Tōdō. Cette série est la 8e série de la franchise Pretty Cure, mettant en avant la sixième génération de Cures. Elle est réalisée par Munehisa Sakai et écrite par Toshiya Ono, avec des character design d'Akira Takahashi.
Elle est diffusée sur les chaines télévisées japonaises du réseau de TV Asahi dont ABC entre le 6 février 2011 et le 29 janvier 2012, succédant à HeartCatch PreCure! dans son créneau horaire initial, et est remplacée par Smile PreCure!. Une adaptation en manga de Futago Kamikita a été publiée dans le magazine mensuel Nakayoshi de Kōdansha.
Cette série a pour thème principal la musique, qui influence les noms des Cures et les appareils magiques qu'elles utilisent.

## Synopsis
Dans le Major Land (メイジャーランド), la reine Aphrodite y organise un concert annuel dans lequel est joué la « Mélodie du Bonheur » afin de répandre le bonheur dans le monde entier. Cependant, un homme maléfique du Minor Land (マイナーランド), nommé Mephisto, vole la partition légendaire pour pouvoir la modifier afin qu'elle joue à la place la « Mélodie du Désespoir », répandant la tristesse à travers le monde. Avant que tout dégénère, Aphrodite parvient à disperser les notes qui composent la partition légendaire dans le monde humain et envoie une fée nommée Hummy sur Terre dans le bourg de Kanon (加音町) afin de les récupérer.
Dans cette petite ville, deux adolescentes, chacune avec un caractère bien trempé mais opposé, sont toujours prêtes à se disputer. Hibiki est une sportive née tandis que Kanade est une cuisinière hors pair. Bien qu'elles fussent amies d'enfances au départ, un malentendu a terni leur amitié. Toutefois, les problèmes s'enchaînent rapidement jusqu'au moment où les deux adolescentes font la rencontre de Hummy qui les choisit pour devenir les nouvelles Suite Precures afin de récupérer les Notes manquantes et protéger le bonheur de chacun tout en combattant les membres de Minor Land et leurs Negatones.

## Personnages

### Pretty Cures
Hibiki  Hojo (北条 響, Hōjō Hibiki) / Cure Melody (キュアメロディ, Kyua Merodi)
Voix japonaise : Ami Koshimizu
Hibiki est âgée de 14 ans et a une personnalité vive. Elle excelle dans tous les sports mais elle est très mauvaise à l'école. Bien que son père soit un professeur de musique et que sa mère soit une célèbre artiste,  Hibiki n'a pas de talent musical et déteste d'ailleurs la musique. Elle aime aussi manger des choses douces, en particulier les gâteaux de boutique de la famille de Kanade.
Sa phrase d'introduction est « Jouant le rythme déchainé, Cure Melody ! » (爪弾くは荒ぶる調！ キュアメロディ！, Tsumabiku wa araburu shirabe, Kyua Merodi!)
Kanade Minamino (南野 奏, Minamino Kanade) / Cure Rhythm (キュアリズム, Kyua Rizumu)
Voix japonaise : Fumiko Orikasa
Kanade est âgée de 14 ans et elle est l'amie d'enfance de Hibiki. Kanade est une excellente étudiante mais elle n'est pas douée pour les sports. Ses bonnes notes et sa personnalité font d'elle une véritable célébrité à l'école. Son rêve est de devenir pâtissière et de reprendre la pâtisserie de ses parents, le Lucky Spoon. Elle aime beaucoup les chats. Mais cependant, elle a également l'oreille absolue, et est capable d'identifier des notes de musique parfaitement. C'est une amie fidèle sur laquelle on peut compter, douce et généreuse, et incapable de briser une promesse.
Sa phrase d'introduction est « Jouant la mélodie gracieuse, Cure Rhythm ! » (爪弾くはたおやかな調！キュアリズム！, Tsumabiku wa taoyaka na shirabe, Kyua Rizumu!)
Ako Shirabe (調辺 アコ, Shirabe Ako) / Cure Muse (キュアミューズ, Kyua Myūzu)
Voix japonaise : Rumi Ōkubo (ja)
L'amie du petit frère de Kanade, qui est par ailleurs toujours froide et distante avec Hibiki et Kanade tout en leur prodiguant de bien utiles conseils. Muse, sous sa forme masquée, est une mystérieuse Cure qui aide Cure Melody et Cure Rhythm depuis l'épisode 11. Mais elle ne cesse d'affirmer qu'elle ne s'alliera aux Pretty Cure qu'au moment venu. Elle ne parle jamais, c'est Dodori, sa Fairy Tone, qui parle à sa place. Son attaque est constituée de notes de piano colorées. Sous sa forme de Pretty Cure, elle revêt une robe ronde jaune, à manche longues, et une petite cape. Elle possède une tiare décorée d'un cœur et des rubans jaunes dans les cheveux.
La vraie forme de Cure Muse est dévoilée lors de l'épisode 35. On apprend alors qu'Ako est en fait la princesse de Major Land, fille d'Aphrodite et Mephisto qui s'était réfugiée dans le monde des humains. Lorsqu'elle a vu l'attaque de Mephisto (celle de l'épisode 1), son désir d'empêcher ses parents de se battre entre eux ont fait apparaître son Cure Module, faisant de ce fait d'elle la première Suite Precure. Elle adopta ensuite son déguisement noir afin de ne pas pouvoir être reconnue par son père, Mephisto, qui était alors sous l'influence de Noise. Après révélation de son identité grâce aux paroles d'Hibiki, son désir de sauver son père le purifia définitivement.
Sa phrase d'introduction est « Jouant la mélodie de la déesse, Cure Muse ! » (爪弾くは女神の調、キュアミューズ !！, Tsumabiku wa megami no shirabe, Kyua Myuuzu!)
Seiren (セイレーン, Seirēn) / Ellen Kurokawa (黒川エレン, Kurokawa Eren) / Cure Beat (キュアビート, Kyua Bīto)
Voix japonaise : Megumi Toyoguchi
Seiren est une Fée de la Musique possédant une forme de chatte. Bien qu'elle soit née dans le Major Land et qu'elle soit amie avec Hummy, elle a trahi son monde pour rejoindre le Minor Land et s'allier à Mephisto, par jalousie envers Hummy qui a été choisie à sa place pour chanter la Mélodie du Bonheur. En réalité, elle a subi un lavage de cerveau par Méphisto à l'aide du son démoniaque, mais elle est finalement sauvée par son amitié avec Hummy qui lui chante la Mélodie du Bonheur et lui promet de croire en elle et de rester son amie, quoi qu'il arrive et qu'elle fasse, et se transforme en Pretty Cure pour sauver cette dernière lors de l'épisode 21, ne supportant pas qu'elle souffre de l'attaque du Trio Mineur. Depuis l'épisode 22, Ellen ne peut plus reprendre sa forme initiale.
Sa phrase d'introduction est « Jouant le rythme de l'âme, Cure Beat ! » (爪弾く魂の調！キュアビート！, Tsumabiku wa Tamashī no Shirabe, Kyua Bīto!)

### Major Land
Aphrodite (アフロディテ, Afurodite)
Voix japonaise : Noriko Hidaka
Mephisto (メフィスト, Mefisuto)
Voix japonaise : Ken'yū Horiuchi
Hummy (ハミィ, Hamī)
Voix japonaise : Kotono Mitsuishi
Fairy Tones (フェアリートーン, Fearī Tōn)
Voix japonaise : Mayu Kudō (ja)
Huit fées aux allures de joyaux qui sont venues de Major Land avec Hummy. Ces fées donnent aux Pretty Cure des capacités et des pouvoirs spéciaux lorsqu'elles sont utilisées en les insérant dans leurs Cure Modules et leurs Cure Belltiers. Elles sont également chargées de collecter les notes dispersées de la Mélodie du Bonheur. Chaque nom des Fairy Tones (à l'exception de Crescendo Tone) est basé sur les notes de musique (Do, Re, Mi, Fa, So, La, Si, Do).
- Dori (ドリー, Dorī) de couleur rose, représente les rêves. Permet à Hibiki de se transformer en Cure Melody. Quand il est joué dans un module Cure, il permet à son utilisateur d'avoir de beaux rêves.
- Réri (レリー, Rerī) de couleur blanc, représente les légendes. Permet à Kanade de se transformer en Cure Rhythm.
- Miri (ミリー, Mirī) de couleur orange, représente les miracles.
- Fari (ファリー, Farī) de couleur jaune, représente les fantastiques.
- Sori (ソリー, Sorī) de couleur vert, permet à Seiren/Ellen de se transformer en Cure Beat.
- Lari (ラリー, Rarī) de couleur bleu clair.
- Siri (シリー, Shirī) de couleur bleu.
- Dodori (ドドリー, Dodorī) de couleur violet, représente rêves excellent. Permet à Ako de se transformer en Cure Muse. Pendant que Cure Muse en forme masquée c'est Dodori qui parle à sa place.

Crescendo Tone (クレッシェンドトーン, Kuresshendo Tōn)
Voix japonaise : Kumiko Nishihara (ja)
Une grande « Fée des sons » de couleur or chargée de créer tous les sons du monde et les autres Fairy Tones, qui réside dans le mystique Healing Chest.
Otokichi Shirabe (調辺 音吉, Shirabe Otokichi)
Voix japonaise : Kei'ichi Sonobe (ja)

### Minor Land
Noise (ノイズ, Noizu)
Voix japonaise : Ryūsei Nakao
Trio the Minor (トリオ・ザ・マイナー, Torio Za Mainā) sont les serviteurs loyaux de Mephisto.
Bassdrum (バスドラ, Basudora)
Voix japonaise : Atsushi Ono (ja)
Baritone (バリトン, Bariton)
Voix japonaise : Yōhei Ōbayashi (ja)
Falsetto (ファルセット, Farusetto)
Voix japonaise : Tōru Nara (ja)
Negatone (ネガトーン, Negatōn)
Voix japonaise : Yōhei Ōbayashi

### Autres
Dan Hōjō (北条 団, Hōjō Dan)
Voix japonaise : Tomoyuki Dan (ja)
Maria Hōjō (北条 まりあ, Hōjō Maria)
Voix japonaise : Satsuki Yukino
Sōsuke Minamino (南野 奏介, Minamino Sōsuke)
Voix japonaise : Tōru Ōkawa
Misora Minamino (南野 美空, Minamino Misora)
Voix japonaise : Yuka Imai (ja)
Sōta Minamino (南野 奏太, Minamino Sōta)
Voix japonaise : Yumiko Kobayashi
Masamune Ōji (王子 正宗, Ōji Masamune)
Voix japonaise : Hishafumi Oda (ja)
Seika Higashiyama (東山 聖歌, Higashiyama Seika)
Voix japonaise : Yōko Nishino (ja)
Waon Nishijima (西島 和音, Nishijima Waon)
Voix japonaise : Yūko Gibu (ja)

## Production et diffusion
La première mention de Suite PreCure♪ figure le dépôt de demandes de marque en date du 12 octobre 2010, rendues publiques sur la page internet de l'Office des brevets du Japon le 4 novembre 2010 ; une note émise par Bandai avait montré l'intention de la société de mettre en vente des accessoires liés à un nouveau projet PreCure à partir de février 2011.
La production et la diffusion de la série sont officialisées lors d'une conférence de presse ayant lieu le lendemain de la diffusion du dernier épisode de HeartCatch PreCure!, le 31 janvier 2011. Le réalisateur de la série est Munehisa Sakai, qui avait précédemment participé à la réalisation de certains épisodes de HeartCatch. Alors que Sakai finalisait la production du film One Piece: Strong World, il est soudainement désigné en tant que réalisateur par Tatsuya Nagamine, le réalisateur de la série HeartCatch, dans une note qui lui a adressé et a décidé de participer. Il est accompagné de Toshiya Ohno pour le scénario de la série, qui avait jusqu'alors une expérience uniquement dans le cinéma et le théâtre. Yasuharu Takanashi participe à nouveau dans la composition de la bande originale pour la série.
La série d'animation est diffusée au Japon sur TV Asahi et ABC à partir du 6 février 2011 à 8 h 30, en remplacement de HeartCatch PreCure! ; le 48e et dernier épisode est diffusé le 29 janvier 2012, suivi la semaine suivante par Smile PreCure!.

### Musiques
| Générique | Épisodes | Début                                                                                              | Début     | Fin                                                           | Fin       |
| Générique | Épisodes | Titre                                                                                              | Artiste   | Titre                                                         | Artiste   |
| --------- | -------- | -------------------------------------------------------------------------------------------------- | --------- | ------------------------------------------------------------- | --------- |
| 1         | 1 – 24   | La♪ La♪ La♪ Suite PreCure♪ (ラ♪ラ♪ラ♪スイートプリキュア♪)                                          | Mayu Kudō | Wonderful↑Powerful↑Music (ワンダフル↑パワフル↑ミュージック!!) | Aya Ikeda |
| 2         | 25 – 48  | La♪ La♪ La♪ Suite PreCure♪ ～∞UNLIMITED ver.∞～ (ラ♪ラ♪ラ♪スイートプリキュア♪～∞UNLIMITED ver.∞～) | Mayu Kudō | ♯Kibō Rainbow♯ (♯キボウレインボウ♯)                           | Aya Ikeda |

## Films d'animation

### PreCure All-Stars DX3: Mirai ni todoke! Sekai o tsunagu☆Nijiiro no hana
Les héroïnes apparaissent également dans la série de films crossovers, commençant par PreCure All-Stars DX3: Mirai ni todoke! Sekai o tsunagu☆Nijiiro no hana (ja) (プリキュアオールスターズDX3 未来にとどけ! 世界をつなぐ☆虹色の花), sorti le 19 mars 2011, dans lequel Hibiki et Kanade se retrouvent aux côtés des autres Cures de Futari wa Pretty Cure, Pretty Cure Splash Star, Yes! Precure 5 GoGo!, Fresh Pretty Cure! et HeartCatch PreCure!. Une partie du film a été éditée à la suite du séisme de 2011 de la côte Pacifique du Tōhoku qui a eu lieu avant la sortie du film. 
Comme Hibiki et Kanade finissent par rencontrer les autres Cures lors d'un défilé de mode dans un centre commercial, elles constatent rapidement que leur monde et les différents mondes des Fées ont fusionné à la suite de quelques altérations de la Prism Flower, qui relie les mondes des humains et des fées. Le coupable se révèle bientôt être un groupe de vilants ressuscité par une force maléfique connue sous le nom de Black Hole, qui est responsable de la création de cette Fusion et Bottom, les vilains des précédents films All-Stars DX. Tout en ciblant la Prism Flower, les Cures sont dispersées sur trois champs de bataille, où ils affronteront leurs adversaires. Après avoir réussi à se libérer de ces domaines et à vaincre les vilains ressuscités, les Cures sont dominées par Black Hole, perdant ainsi leurs pouvoirs de transformation dans le processus. Ils ont la chance de se transformer à nouveau, mais cela signifierait le sacrifice de la Prism Flower, ce qui signifie que les Cures et les fées devraient à se séparer. À contrecœur, les Cures font leurs adieux et utilisent la puissance de la Prism Flower pour vaincre Black Hole. Toutefois, une nouvelle Prism Flower est sur le point de fleurir, permettant aux fées de voir à nouveau leurs amies.

### Suite PreCure♪: Torimodose! Kokoro ga tsunagu kiseki no Melody♪
Le film Suite PreCure♪: Torimodose! Kokoro ga tsunagu kiseki no Melody♪ (ja) (スイートプリキュア♪ とりもどせ! 心がつなぐ奇跡のメロディ♪) est sorti le 29 octobre 2011. Le long métrage met en scène la disparition de la musique dans le Major Land, un événement qui serait dû à certaines actions d'Aphrodite.